# Falcon (boneco)

Falcon é uma linha de action figures produzida pela empresa brasileira Estrela, lançada inicialmente em 1977 sob licença da Hasbro, baseada na franquia G.I. Joe. A primeira série, intitulada Comandos em Ação, foi inspirada na coleção Adventure Team da versão americana. Ao longo das décadas, a linha passou por diversas reformulações, incorporando elementos futuristas.
Atualmente, os direitos da franquia G.I. Joe no Brasil pertencem à Hasbro, enquanto a Estrela conserva a propriedade das marcas Falcon e Comandos em Ação conforme decisões judiciais recentes.

## Histórico
A estreia do Falcon ocorreu em 1977, quando a Estrela trouxe ao país uma versão do boneco G.I. Joe. Inspirada na coleção Adventure Team, essa primeira linha recebeu o nome Comandos em Ação.
Nos anos seguintes, Falcon passou por diversas transformações. Em 1980, ganhou um tom mais futurista com a introdução do robô Robby e do vilão Torak. Já em 1984, a Estrela reformulou a linha e lançou uma nova coleção também chamada Comandos em Ação, dessa vez baseada na série americana G.I. Joe: A Real American Hero. Nessa fase, o Falcon foi deixado de lado em favor de uma equipe de heróis chamada G.I. Joe, acompanhada de um desenho animado.
Em 1994, o Falcon voltou ao mercado com uma nova coleção. Em 2001, foi lançada a linha Força de Ataque!, sem referências diretas aos nomes Falcon ou Comandos em Ação. Nessa coleção, o vilão Torak foi rebatizado como "Inimigo".
Em 2003, a Gulliver passou a importar figuras da coleção G.I. Joe para o Brasil. Já em 2008, a Estrela voltou com a marca Comandos em Ação, dessa vez adquirindo brinquedos da linha Soldier Force, da empresa chinesa Chap Mei, que foram rebatizados como Novos Comandos em Ação: Soldier. No entanto, o contrato durou apenas um ano, e naquele mesmo ano a Hasbro entrou com um processo contra a Estrela por falta de pagamento de royalties referentes aos produtos licenciados desde os anos 1970. O contrato, que valia até 2007, não foi renovado após a abertura da filial brasileira da Hasbro.
A partir de 2009, a Hasbro assumiu o lançamento da linha G.I. Joe no Brasil, começando com figuras baseadas no filme G.I. Joe: The Rise of Cobra.
Em 2017, em comemoração aos 80 anos da Estrela, o Falcon foi relançado. Dois modelos foram colocados em pré-venda no site oficial da empresa em 30 de junho: Explorador – Aventura na Amazônia e Turbocóptero – Aventureiro dos Ares. O Explorador apresentou uma aventura inédita, embora com acessórios já utilizados anteriormente. Já o Turbocóptero foi uma reedição da clássica aventura lançada originalmente apenas com o equipamento de voo. O uniforme incluído era o mesmo do Falcon Combate de 1977, embora com qualidade inferior.
Em 2019, a Justiça concedeu, em primeira instância, um deferimento parcial ao processo da Hasbro contra a Estrela. Em 2021, o Tribunal de Justiça de São Paulo manteve a decisão, determinando a destruição de brinquedos.  A decisão judicial definiu que jogos como Detetive, Cara a Cara, Combate, Super Massa, Genius, Jogo da Vida e Viraletras pertencem à Hasbro, enquanto Comandos em Ação, Comandos em Ação Falcon, Dona Cabeça de Batata e Banco Imobiliário são da Estrela. Uma nova decisão em fevereiro de 2022 reduziu a destruição apenas à linha Super Massa.

## Histórias em quadrinhos
O personagem Falcon também ganhou espaço nos quadrinhos. A Editora Três publicou duas revistas em quadrinhos nos anos 1970. A primeira, Falcon Especial, foi lançada em setembro de 1977, com uma única edição no formato magazine (20 x 27 cm), com roteiros de de Ivan Saidenberg e arte de Antonino Homobono Balieiro.,  A segunda, Comandos em Ação – Falcon, chegou em novembro do mesmo ano, com três edições em formatinho (14 x 20 cm).
Em 2019, a Estrela lançou a HQ Falcon: Operação Primus, com argumento de Daniel Esteves, roteiro de Larissa Palmieri e Tiago Oaks, e ilustrações de Marcos Farrell.

## Filme
Falcon – O Segredo do Naturênio foi um projeto de filme de animação brasileiro baseado nos bonecos da Estrela, desenvolvido em 2005 com recursos da Ancine. Dirigido por Sérgio Martinelli e roteirizado por Marcelo Cassaro, o longa teria Falcon como um agente ambiental em aventuras ecológicas, oprojeto foi oficialmente cancelado em 27 de agosto de 2007, sem que a produção fosse concluída.